# Alstom
Alstom je francuska multinacionalka, koja se danas specijalizirala za prometni sektor, uglavnom željeznički (vlakovi, tramvaji i metroi).
Alstom je bio dio grupe Alcatel-Alsthom, novo ime za Compagnie Générale d´Electricité (CGE), prije udruživanja svojih aktivnosti s dijelom grupe General Electric Company (GEC) koja je preuzela ime GEC-Alsthom. Zatim se nalazi na burzi kao neovisna tvrtka.

## Vanjske poveznice
- Alstom Group